# Scarus zufar
Scarus zufar là một loài cá biển thuộc chi Scarus trong họ Cá mó. Loài này được mô tả lần đầu tiên vào năm 1995.

## Từ nguyên
Từ định danh của loài được đặt theo tên của tỉnh Dhofar của Oman (tên cũ là Zufar), nơi mẫu định danh được phát hiện.

## Phạm vi phân bố và môi trường sống
S. zufar trước đây được cho là một loài đặc hữu của Oman, và chỉ được ghi nhận tại bờ biển phía nam của nước này. Chúng sống xung quanh các rạn san hô và đá ngầm ở độ sâu đến ít nhất 15 m. Tuy vậy, phạm vi của loài này đã mở rộng về phía đông Ấn Độ Dương, khi mà chúng được phát hiện tại bờ biển Pakistan và đảo Zinjira, Bangladesh.

## Mô tả
S. zufar có chiều dài cơ thể tối đa được ghi nhận là 52 cm. Loài này có thân hình bầu dục thuôn dài, mõm tròn. Đuôi của cá trưởng thành hơi lõm vào trong, tạo thành hai thùy đuôi ngắn. Cá cái màu cam ở thân trước với các vệt màu xanh lục trên vảy, chuyển dần thành màu lục ở khắp thân sau. Mõm và nửa đầu trên màu lục xám; cam ở hai bên má. Từ mắt, có 2 dải sọc màu lục kéo dài xuống khóe miệng và môi trên. Vây ngực màu cam. Cá đực có kiểu màu tương tự cá cái nhưng có cằm và mõm hoàn toàn màu xanh lục. Một vùng màu cá hồi (hồng cam) ở thân trước (bao quanh vây ngực), đôi khi lan rộng thành màu vàng ở vùng trước vây lưng.
Số gai ở vây lưng: 9; Số tia vây ở vây lưng: 10; Số gai ở vây hậu môn: 3; Số tia vây ở vây hậu môn: 9; Số tia vây ở vây ngực: 14–15.